# Brachiella thynni
Brachiella thynni är en kräftdjursart som beskrevs av Cuvier 1830. Brachiella thynni ingår i släktet Brachiella och familjen Lernaeopodidae. Inga underarter finns listade i Catalogue of Life.